# Rational basis review
Im US-Verfassungsrecht ist der rational basis review (auch: rational-purpose test, rational-relationship test, minimum scrutiny, minimal scrutiny) der Standardprüfungsmaßstab, den Gerichte bei der Prüfung verfassungsrechtlicher Fragen anwenden, einschließlich des due process oder Fragen der equal protection im Rahmen des fünften oder vierzehnten Verfassungszusatzes. Gerichte, die den rational basis review anwenden, versuchen festzustellen, ob ein Gesetz einen „vernünftigen Bezug“ zu einem „legitimen“ – realen oder hypothetischen – staatlichen Interesse aufweist. Die strengeren Prüfungsmaßstäbe sind intermediate scrutiny und strict scrutiny. Eine strengere Kontrolle wird durchgeführt, wenn es sich um eine suspect oder quasi-suspect classification handelt oder ein Grundrecht betroffen ist.
In der Rechtsprechung des Obersten Gerichts der Vereinigten Staaten bestimmt die Art des fraglichen Interesses die Strenge der von den Berufungsgerichten angewandten Kontrolle. Wenn Gerichte einen rational basis review durchführen, werden nur die gravierendsten Verstöße des Normgebers, d. h. solche, die nicht vernünftigerweise mit einem legitimen Staatsinteresse in Verbindung zu bringen sind, aufgehoben.

## Überblick
Der rational basis review prüft, ob das Handeln der Regierung „vernünftigerweise“ mit einem „legitimen“ staatlichen Interesse verbunden ist. Der Oberste Gerichtshof hat nie Standards für die Bestimmung festgelegt, was ein berechtigtes Regierungsinteresse darstellt. Bei der Überprüfung nach dem rational basis review ist es „völlig irrelevant“, welches Ziel die Regierung tatsächlich anstrebt, und die Gesetze können sich auf „rationale Spekulationen stützen, die nicht durch Beweise oder empirische Daten gestützt wurden“. Wenn das Gericht nur ein „berechtigtes“ Interesse, dem die angefochtene Handlung dient, schon nur vermuten kann, hält das Gesetz einer Überprüfung nach dem rational basis review stand. Richter, die den Anweisungen des Obersten Gerichtshofs folgen, verstehen sich als „verpflichtet, nach anderen denkbaren Gründen für die Validierung angefochtener Gesetze zu suchen“, wenn die Regierung nicht in der Lage ist, ihre eigene Politik zu rechtfertigen.

## Geschichte
Das Konzept des rational basis review geht auf den einflussreichen Artikel The Origin and Scope of American Constitutional Law von 1893  des Harvard-Professors James Bradley Thayer zurück. Thayer argumentierte, dass Gesetze nur dann für ungültig erklärt werden sollten, wenn ihre Verfassungswidrigkeit „so klar ist, dass an ihr keine vernünftigen Zweifel bestehen können“. Richter Oliver Wendell Holmes, Jr., ein Schüler von Thayer, vertrat in seinem kanonischen Dissens in Lochner v. New York eine frühe Version dessen, war später zum rational basis review werden sollte. Er argumentiert, dass

“the word 'liberty,' in the 14th Amendment, is perverted when it is held to prevent the natural outcome of a dominant opinion, unless it can be said that a rational and fair man necessarily would admit that the statute proposed would infringe fundamental principles as they have been understood by the traditions of our people and our law.”

„Das Wort ‚Freiheit‘ im 14. Verfassungszusatz wird ins Gegenteil verkehrt, wenn man es derart versteht, dass es das natürliche Ergebnis einer vorherrschenden Meinung verhindern soll, solange man nicht sagen könnte, dass [sogar] ein vernünftiger und gerechter Mann zwingend zugeben würde, dass das vorgeschlagene Gesetz fundamentale Prinzipien der Tradition unseres Volkes und unseres Gesetzes verletzt.“

Die vorherrschende Anwendung des ökonomischen substantive due process während der Lochner-Ära bedeutete jedoch, dass Holmes’ vorgeschlagene Doktrin der justiziellen Selbstbeschränkung (judicial deference) nicht unmittelbar zur herrschenden Meinung wurde. Erst in Nebbia v. New York begann der Supreme Court, den rational basis review offiziell anzuwenden. Er erklärte,

“a State is free to adopt whatever economic policy may reasonably be deemed to promote public welfare, and to enforce that policy by legislation adapted to its purpose.”

„dass es einem Staat freisteht, jede Wirtschaftspolitik zu verfolgen, die vernünftigerweise als förderlich für das Gemeinwohl angesehen werden kann, und diese Politik durch Gesetzgebung durchzusetzen, die auf diesen Zweck hingerichtet sind.“

In United States v. Carolene Products Co. ließ das Gericht in Fußnote vier die Möglichkeit offen, dass Gesetze, die innerhalb einer „specific prohibition of the Constitution“ zu liegen scheinen, den politischen Prozess einschränken oder die „discrete and insular minorities“ belasten, einer genaueren Überprüfung unterzogen werden könnten. Heute gilt für solche Gesetze der Maßstab der strict scrutiny, während Gesetze, die unenumerated rights beinhalten, die der Oberste Gerichtshof nicht als fundamental rights anerkannt hat, anhand des rational basis review geprüft werden.

## Anwendbarkeit
Im modernen Verfassungsrecht wird der rational basis review sowohl auf verfassungsrechtliche Überprüfungen des Bundesrechts als auch, über den Vierzehnten Verfassungszusatz, auf die Prüfung von Staatsrecht der Einzelstaaten angewandt. Dieser Prüfungsmaßstab gilt sowohl für Maßnahmen der Legislativen als auch der Exekutiven, unabhängig davon, ob es sich um Maßnahmen im Rahmen des substantive due process oder procedural due process handelt. Der rational basis review verbietet es der Regierung, den Bürgern unvernünftige oder willkürliche Freiheitsbeschränkungen aufzuerlegen oder Unterscheidungen zwischen Personen in einer Weise vorzunehmen, die keinem verfassungsrechtlich legitimen Zweck dient. Ein „law enacted for broad and ambitious purposes often can be explained by reference to legitimate public policies which justify the incidental disadvantages they impose on certain persons“, muss aber zumindest „bear a rational relationship to a legitimate governmental purpose“.
Um das Konzept des rational basis review zu verstehen, ist es einfacher zu verstehen, was er nicht ist. Der rational basis review verlangt kein echtes Bemühen darum, die tatsächlichen Motive des Gesetzgebers für die Verabschiedung eines Gesetzes zu ermitteln. Es geht auch nicht darum, zu prüfen, ob ein Gesetz tatsächlich einen legitimen Zweck fördert. Ein Gericht, das einen rational basis review durchführt, wird praktisch immer ein angefochtenes Gesetz aufrechterhalten, es sei denn, es entfällt jede erdenkliche Rechtfertigung wegen eines groben Verstoßes gegen Denkgesetze (non sequitur). Im Jahr 2008 bestätigte Richter John Paul Stevens in einer concurring opinion die zurückhaltende Natur der Überprüfung des rational basis review:

“[A]s I recall my esteemed former colleague, Thurgood Marshall, remarking on numerous occasions: ‚The Constitution does not prohibit legislatures from enacting stupid laws.‘”

„Ich erinnere mich, wie mein geschätzter früherer Kollege Thurgood Marshall bei zahlreichen Gelegenheiten sagte: ‚Die Verfassung verbietet den Gesetzgebern nicht, dumme Gesetze zu erlassen.‘“